# ديفيد لويد (كاتب)
ديفيد لويد (بالإنجليزية: David Lloyd)‏ هو كاتب سيناريو أمريكي، ولد في 7 يوليو 1934 في برونكسفيل في الولايات المتحدة، وتوفي في 10 نوفمبر 2009 في بيفرلي هيلز في الولايات المتحدة بسبب سرطان البروستاتا.

## وصلات خارجية
- دايفيد لويد على موقع IMDb (الإنجليزية)
- دايفيد لويد على موقع قاعدة بيانات الفيلم (الإنجليزية)